# Георг Лудвиг фон Виндиш-Грец
Георг Лудвиг фон Виндиш-Грец (на немски: Georg Ludwig von Windisch-Graetz; * 27 август 1657; † 1700) е от 1682 г. граф, господар на Виндиш-Грец (днес Словен градец, Словения) в Австрия.

## Произход и титла
Син е на фрайхер Йохан Фридрих фон Виндиш-Грец († 1689) и съпругата му Барбара Сузана фон Щрасер цу Нойдек. Внук е на фрайхер Мориц фон Виндиш-Грец (1587 – 1643) и фрайин Елизабет фон Лихтенщайн цу Мурау, наследничка на Зелтенхайм в Каринтия († ок. 1650). Сестра му Йохана Елизабет е монахиня в „Св. Георге“.
Георг Лудвиг е издигнат на граф през 1682 г. Родът е издигнат на 18 май 1822 г. на князе.

## Фамилия
Георг Лудвиг фон Виндиш-Грец се жени 1678/ пр. 13 ноември 1681 г. за фрайин Мария Магдалена фон Гайзрук (1660 – 1720), дъщеря на фрайхер Кристоф Андреас фон Гайзрук и Мария Елизабет Амтхофер. Те имат 11 деца:
- Мария Елизабет (+ 1734), омъжена на 21 септември 1704 г. за граф Йохан Якоб фон Льовенберг
- Мария Франциска, омъжена за фрайхер Йохан Франц фон Розенбах/фон Бенаглио
- Йозеф († умира млад)
- Йохан Фридрих Йозеф (1684 – 1738), граф, женен за графиня Мария Магдалена фон Льовенбург († 1726)
- Карл Йохан Франц, клерик в „Св. Андреас“
- Волфганг Андреас (* 1685), клерик в „Св. Андреас“
- Йохан Лудвиг Ернст
- Франц Йозеф († 1753), граф, женен за фрайин Мария Анна фон Кулмер-Розентал
- Йохан Антон, бенедиктинец в „Св. Паул“
- Йохан Франц Балтазар (* 29 ноември 1698; † 19 август 1776), граф, женен 1723 г. за графиня Анна Шарлота фон Гротенег
- Мария Катарина (* сл. 1699; † 1726), омъжена за граф Йохан Фридрих Кайетан фон Ламберг-Амеранг (* 30 ноември 1701; † 15 ноември 1744/1749)

Вдовицата му Мария Магдалена фон Гайзрук се омъжва втори път на 27 юни 1707 г. в Клагенфурт за фрайхер Георг Матиас фон Мандорф (1678 – 1758).